# Dobříkovec
Dobříkovec (deutsch Dobrikowetz, 1939–45 Dobschikowitz) ist ein Ortsteil der Stadt Opočno in Tschechien. Er liegt zwei Kilometer südwestlich von Opočno und gehört zum Okres Rychnov nad Kněžnou.

## Geographie
Dobříkovec befindet sich linksseitig des Baches Dobříkovecký potok am Fuße des Opočenský hřbet (Opotschner Kamm) in der Českomeziříčská kotlina (Böhmisch Meseritscher Becken). Gegen Osten erstreckt sich das Wildgehege Opočno. Östlich des Dorfes verläuft die Staatsstraße II/304 zwischen Opočno und Týniště nad Orlicí, nordwestlich die II/298 zwischen Třebechovice pod Orebem und Opočno. Im Osten erhebt sich die Velká Hvězda (355 m n.m.), südöstlich der Záhornický kopec (364 m n.m.), im Südwesten der Plesov (302 m n.m.) und westlich die Chrastka (282 m n.m.).
Nachbarorte sind Podzámčí im Norden, Opočno und Semechnice im Nordosten, Kruhovka und Trnov im Osten, Malé Záhornice und Záhornice im Südosten, Přepychy im Süden, Bolehošť, Újezdec, Ledce und Očelice im Südwesten, Pelesov und Vranov im Westen sowie Mokré, Lhotka und Čánka im Nordwesten.

## Geschichte
Die erste schriftliche Erwähnung von Dobříkovec erfolgte 1364 als Teil der Herrschaft Opočno. Das Dorf wurde als Rundling um einen kreisförmigen Dorfplatz, der später fast gänzlich überbaut wurde, angelegt. 1495 erwarb Nikolaus d. J. Trčka von Lípa die Herrschaft. Aus dem Opočner Urbar von 1580 geht hervor, dass Dobříkovec von fünf Bauernfamilien bewohnt war. Im Laufe der Zeit wurde das Dorf auch als Dobřichow bzw. Dobřikow bezeichnet. Nach dem Tode von Jan Rudolf Trčka von Lípa wurde die Herrschaft Opočno durch König Ferdinand II. konfisziert und 1635 an die Brüder Hieronymus und Rudolf von Colloredo-Waldsee verpfändet. Nach der Seelenliste von 1651 lebten in Dobříkovec 48 Personen, sämtlich Nichtkatholiken. Die berní rula von 1654 weist fünf Bauern und zwei Gärtner aus. Im Jahre 1789 fiel die Herrschaft den Grafen Colloredo-Mannsfeld zu, sie hielten sie bis zur Mitte des 19. Jahrhunderts. 1790 bestand das Dorf aus neun Häusern. Eingeschult war Dobříkovec zur Pfarrschule Přepychy, der Unterricht erfolgte durch einen Hilfslehrer in Čánka. 1806 erhielt Dobříkovec einen eigenen Ortsrichter.
Im Jahre 1836 bestand das im Königgrätzer Kreis gelegene Dorf Dobřikowetz aus 13 Häusern, in denen 83 Personen, darunter 34 Protestanten lebten. Katholischer Pfarrort war Přepich, das evangelische Bethaus befand sich in Kloster. 1848 lebten in den 14 Häusern des Dorfes 100 Personen. Bis zur Mitte des 19. Jahrhunderts blieb Dobřikowetz der Herrschaft Opotschno untertänig.
Nach der Aufhebung der Patrimonialherrschaften bildete Dobřikovec ab 1849 einen Ortsteil der Gemeinde Čánka im Gerichtsbezirk Opočno. Ab 1868 gehörte das Dorf zum Bezirk Neustadt an der Mettau. 1889 wurden bei einem Großbrand fünf Gebäude zerstört. Im Jahre 1890 bestand Dobřikovec aus 18 Häusern und hatte 111 Einwohner. 1914 lebten in dem Dorf 95 Personen, im Ort bestand ein Wirtshaus sowie ein Gemischtwarenladen mit Trafik. Auf Anordnung der Linguistischen Kommission in Prag wurde 1920 Dobříkovec als amtlicher Ortsname festgelegt. 1949 wurde Dobříkovec dem Okres Dobruška zugeordnet. Im Zuge der Gebietsreform von 1960 wurde der Okres Dobruška aufgehoben und das Dorf dem Okres Rychnov nad Kněžnou zugewiesen, zugleich erfolgte die Eingemeindung nach Opočno.
Am 3. März 1991 hatte der Ort 37 Einwohner; beim Zensus von 2001 lebten in den 21 Wohnhäusern von Dobříkovec 51 Personen.
Vor dem Haus Nr. 13 befand sich eine hohle Linde. Der 17 m hohe Baum mit drei Wipfeln hatte 1895 einen Stammumfang von 8,4 m. Nach einem Blitzeinschlag wurde der gespaltene Stamm mit einem Eisenband gesichert. Der Baum ist nicht erhalten.

## Ortsgliederung
Der Ortsteil Dobříkovec ist Teil des Katastralbezirkes Čánka.

## Sehenswürdigkeiten
- Speicher aus Plänersteinen, erbaut im 19. Jahrhundert